# Eleanor Coppola
Eleanor Coppola, född Eleanor Jessie Neil den 4 maj 1936 i Los Angeles, Kalifornien, död 12 april 2024 i Rutherford i Napa County, Kalifornien, var en amerikansk dokumentärfilmare, konstnär och kostymör. Hon var gift med filmregissören Francis Ford Coppola och mor till regissörerna Sofia och Roman Coppola samt filmproducenten Gian-Carlo Coppola.
Eleanor Neil mötte Francis Ford Coppola vid inspelningen av hans film Nattens skräcknäste (Dementia 13) 1962, där hon var set director (assisterande scenograf). Ett år senare gifte sig paret. 
När Francis Ford Coppola spelade in Apocalypse filmade Eleanor inspelningen, material som hon använde i dokumentärfilmen Hearts of Darkness: A Filmmaker's Apocalypse (1991). Hon har också gjort dokumentärfilmer om makens The Rainmaker, dotterns Virgin Suicides och Marie Antoinette och sonen Romans CQ.
Hennes utställning Circle of Memory, i vilken hon bearbetar sorgen efter sonen Gian-Carlos död 1986, består av fotografier och en minnesplats uppbyggd av halmbalar där besökare kan sticka in hälsningar till döda anhöriga i halmen. Utställningen har visats i Oakland (2003–2004), San Diego (2004) och Santa Fe (2005) i USA, Montpellier i Frankrike (2007), Salzburg i Österrike (2008), samt på Fotografiska i Stockholm (2011).
2008 gav hon ut memoarerna Notes on a Life.